# Burgstall Badberg
Der Burgstall Badberg ist eine abgegangene hoch- oder spätmittelalterliche Niederungsburg auf 525 m ü. NHN 420 m südwestlich  von Badberg, einem Gemeindeteil der Gemeinde Lengdorf im Landkreis Erding in Bayern. Neben dem Burgstall Badberg befinden sich in unmittelbarer Nähe noch die beiden Burgställe Turmhügel Badberg und Burgstall Alte Schanze.
Die in einem Wald liegende Anlage wird als Bodendenkmal unter der Aktennummer D-1-7738-0014 als „Burgstall des hohen oder späten Mittelalters“ geführt. Von der zweiteiligen Wall-Graben-Anlage sind noch Wall- und Grabenreste erhalten.